# Centradeniastrum
Centradeniastrum es un género con dos especies de plantas fanerógamas pertenecientes a la familia Melastomataceae. Es originario de Sudamérica.

## Taxonomía
El género fue descrito por Célestin Alfred Cogniaux y publicado en Botanische Jahrbücher für Systematik, Pflanzengeschichte und Pflanzengeographie 42: 131, en el año 1908. La especie tipo es Centradeniastrum roseum Cogn.

## Especies aceptadas
A continuación se brinda un listado de las especies del género Centradeniastrum aceptadas hasta febrero de 2013, ordenadas alfabéticamente. Para cada una se indica el nombre binomial seguido del autor, abreviado según las convenciones y usos:
- Centradeniastrum album Gleason Bull. Torrey Bot. Club 68: 244	1941
- Centradeniastrum roseum Cogn. Bot. Jahrb. Syst. 42: 131	1908